# 契皮瓦鎮區 (密歇根州伊莎貝拉縣)
契皮瓦鎮區（英語：Chippewa Township）是位於美國密歇根州伊莎貝拉縣的一個行政鎮區。

## 地方資料
契皮瓦鎮區的面積為94.00平方千米，當中陸地面積為93.70平方千米，而水域面積為0.30平方千米。根據2020年美國人口普查的數據，當地共有人口4446人，而人口密度為每平方千米47.3人。